# Col·legi de l'Art Major de la Seda (València)
El Col·legi de l'Art Major de la Seda, situat en el carrer de l'Hospital, núm. 7 de la ciutat de València, és un edifici construït en el segle xv i que va ser reformat en els segles xvi i xvii en estil barroc. Està declarat Bé d'Interés Cultural.
Sobre una casalot del segle xv es va establir el 1492 el gremi de seders, un ofici llavors en auge, gràcies sobretot a la immigració d'artesans genovesos que van portar a València les seues noves tècniques. Entre aquesta centúria i el segle xviii no va deixar d'estendre's pels camps valencians el cultiu de la morera, destinat a alimentar els cucs de seda, i la sederia va arribar així a convertir-se en la gran indústria de la València il·lustrada. 3.800 telers es concentraven en aquella època en el sud-est de la ciutat, que significativament va rebre des de llavors el nom del barri de Velluters o velluts. En 1686 l'antic Gremi de Velluters es va convertir, per un privilegi del rei Carles II, en el Col·legi de l'Art Major de la Seda, la corporació més important que uneix als petits empresaris del sector.
L'edifici consta d'una façana amb porta barroca de pedra picada, decorada en la part superior pel capel cardenalici de Sant Jerònim —patró del col·legi— en relleu. Aquest cos enllaça, a l'altura del pis principal, amb un frontó corb amb l'alt relleu de dit sant. A cada costat hi ha una balconada de ferro forjat i paviments de rajoles. Entrant a l'esquerra es puja una escala que conduïx a la Sala de Juntes, on podrem admirar el paviment de rajoles del segle xviii amb l'al·legoria de la Fama en el centre envoltat per les quatre parts del món, que simbolitzen l'admiració universal per les sedes valencianes.